# Episodi di Innamorati pazzi (quarta stagione)
La quarta stagione della serie televisiva Innamorati pazzi è stata trasmessa dal 24 settembre 1995 al 19 maggio 1996 dalla NBC.
In Italia la stagione è andata in onda dal 27 dicembre 2000 al 23 gennaio 2001 sul canale Italia 1.
| nº | Titolo originale                           | Titolo italiano                      | Prima TV USA      | Prima TV Italia  |
| -- | ------------------------------------------ | ------------------------------------ | ----------------- | ---------------- |
| 1  | New Sleep-Walking PLUS                     | Dormendo dormendo...                 | 24 settembre 1995 | 27 dicembre 2000 |
| 2  | The Parking Space                          | Un investimento sicuro               | 1º ottobre 1995   | 28 dicembre 2000 |
| 3  | The Test                                   | Il test                              | 8 ottobre 1995    | 28 dicembre 2000 |
| 4  | The Good, the Bad and the Not-So-Appealing | Se facessimo un bebè                 | 29 ottobre 1995   | 29 dicembre 2000 |
| 5  | I Don't See It                             | Una parola di troppo                 | 5 novembre 1995   | 1º gennaio 2001  |
| 6  | Yoko Said                                  | La ballata di Paul e Yoko            | 12 novembre 1995  | 2 gennaio 2001   |
| 7  | An Angel for Murray                        | L'amico degli animali                | 19 novembre 1995  | 3 gennaio 2001   |
| 8  | The Couple                                 | La coppia                            | 26 novembre 1995  | 4 gennaio 2001   |
| 9  | New Year's Eve                             | L'anno che verrà                     | 17 dicembre 1995  | 5 gennaio 2001   |
| 10 | Ovulation Day                              | L'idea fissa                         | 7 gennaio 1996    | 6 gennaio 2001   |
| 11 | Get Back                                   | Eccesso di zelo                      | 14 gennaio 1996   | 8 gennaio 2001   |
| 12 | Dream Weaver                               | Incubi                               | 4 febbraio 1996   | 9 gennaio 2001   |
| 13 | Hot and Cold                               | Facciamo un bambino                  | 18 febbraio 1996  | 10 gennaio 2001  |
| 14 | Fertility                                  | Fertilità                            | 25 febbraio 1996  | 11 gennaio 2001  |
| 15 | Everybody Hates Me                         | Tutti mi odiano                      | 10 marzo 1996     | 12 gennaio 2001  |
| 16 | Do Me a Favor                              | Una foto compromettente              | 17 marzo 1996     | 13 gennaio 2001  |
| 17 | The Glue People                            | Amici per la colla                   | 24 marzo 1996     | 15 gennaio 2001  |
| 18 | The Sample                                 | Un esame sofferto                    | 31 marzo 1996     | 16 gennaio 2001  |
| 19 | The Procedure                              | Perché non siamo tutti incinti?      | 14 aprile 1996    | 17 gennaio 2001  |
| 20 | The Weed                                   | Tutta colpa dell'erba                | 21 aprile 1996    | 18 gennaio 2001  |
| 21 | The Award                                  | Il premio                            | 28 aprile 1996    | 19 gennaio 2001  |
| 22 | The Finale (1)                             | Quando la coppia scoppia - I parte   | 5 maggio 1996     | 20 gennaio 2001  |
| 23 | The Finale (2)                             | Quando la coppia scoppia - II parte  | 19 maggio 1996    | 22 gennaio 2001  |
| 24 | The Finale (3)                             | Quando la coppia scoppia - III parte | 19 maggio 1996    | 23 gennaio 2001  |